# Тайный совет короля для Канады
Та́йный сове́т Короля́ для Кана́ды (англ. King's Privy Council for Canada, фр. Conseil privé du roi pour le Canada), в период правления королевы-женщины — Та́йный сове́т Короле́вы для Кана́ды (англ. Queen's Privy Council for Canada) — канадское учреждение, основанное по Конституционному акту 1867 и роль которого в управлении Канадой остаётся символической.
Основная роль Тайного совета в соответствии со статьёй 11 Конституционного акта 1867 заключается в даче советов генерал-губернатору при принятии решений, касающихся управления Канадой. Иначе говоря, Тайный совет — это аполитичное учреждение, обладающее исполнительной властью в Канаде. Правительство в узком смысле слова является действующей политической ветвью Совета. Члены этого совета назначаются и в то или иное время увольняются от должности генерал-губернатором в совете.
В официальных документах правительства Канады часто можно встретить упоминание о генерал-губернаторе в совете. В действительности эта правовая формулировка обозначает Кабинет министров.
Таким образом, члены правительства становятся, в первую очередь, тайными советниками для Короля, что даёт право контроля над всеми документами правительства Канады, а впоследствии назначаются генерал-губернатором в совете в качестве членов правительства. Обычно они остаются членами Тайного совета пожизненно. Поэтому Тайный совет Короля для Канады состоит не только из действующих членов правительства, но и из бывших министров и других важных деятелей. Однако на деле действительно обладают властью лишь министры.
Во время образования Кабинета генерал-губернатор в совете назначает из членов правительства председателя Тайного совета Короля для Канады. Эта должность в действительности является символической, и обладатель этого звания обычно имеет портфель министра межправительственных дел.
Члены Тайного совета носят пожизненное звание достопочтенных и используют начальные буквы «P. C.» или «C. P.», они могут иметь отведённое для них место во время таких церемоний, как государственные похороны, и участвовать в редких официальных собраниях всего Тайного совета. При кончине члена Тайного совета приспускается флаг башни Мира.